# Ingegneria reputazionale
L’Ingegneria reputazionale è una metodologia tecnico-scientifica che applica, con approccio interdisciplinare, competenze derivanti dall’ingegneria informatica, dalla comunicazione e dalla giurisprudenza, al fine di governare l'ecosistema digitale – ovvero l’insieme di contenuti, piattaforme e tecnologie che interagiscono online – in riferimento a un soggetto (azienda, istituzione, persona, prodotto o servizio) e, di conseguenza, la reputazione ad esso associata sul web, la  web reputation.
La disciplina parte dalla trasformazione di ogni contenuto online in segnali matematici, per governare l’identità digitale attraverso un insieme di tecniche, per progettare, gestire, proteggere e ottimizzare la reputazione online, puntando a minimizzare i contenuti negativi e massimizzare gli elementi positivi.
Connessa a ciò che gli altri percepiscono e comunicano, la reputazione è sempre esistita come parte dell’esperienza umana e dei meccanismi di percezione. Tuttavia, la diffusione di internet ha reso questo processo più accessibile, moltiplicando i contenuti digitali attraverso cui la reputazione prende forma. In tale contesto, l’Ingegneria reputazionale fornisce una metodologia tecnico-scientifica innovativa, derivante da studi pluriennali condotti su brand, persone, prodotti e servizi e sugli elementi che ne influenzano la percezione online.

## Fasi
Le principali fasi in cui si articola un intervento di Ingegneria Reputazionale sono le seguenti:
- Analisi del contesto offline e online e trasformazione in segnali matematici
- Progettazione dell’identità digitale desiderata sulla base dei dati raccolti
- Fase operativa di implementazione del progetto, in cui vengono messe in atto le singole azioni
- Monitoraggio e azioni correttive

## Ambito accademico
Nel marzo 2014, l’Università IULM, in collaborazione con Reputation Manager, ha lanciato il primo master universitario in Reputation Management, prevedendo un modulo dedicato a “Fondamenti di Ingegneria Reputazionale”.
In ambito anglosassone, l’Università di Oxford ha dato vita a un dipartimento per creare, sostenere e ricostruire una reputazione.